# Церковь Святой Маргариты (Тинц)
Церковь Святой Маргариты (нем. St. Margareten) — евангелическо-лютеранская церковь в районе Тинц (нем. Tinz) города Гера, здание которой было первоначально построена ранее 1200 года и обрело современный вид в 1837—1838 годах. Храм известен своим алтарем, созданным в 1497 году, и органом, переданным в 1954 году из снесённой церкви в районе Шмирхау города Роннебург.

## История и описание
Первое здание церкви Святой Маргариты было построено на южной окраине исторического центра Тинца около 1200 года — новых храм возводился под руководством аббата из Кведлинбурга. Таким образом данных храм является одним из древнейших в районе города Гера. От сооружения в позднероманском стиле до начала XXI века сохранился фундамент башни. До 1540 года в день Святой Маргариты (13 июля) к храму ежегодно совершались паломничества, а рядом проводилась ярмарка, на которую «люди приезжали издалека от Тинца»: в связи с растущим значением Тинца как места паломничества, церковь была перестроена около 1472 года — в позднеготическом стиле; реконструкция включала как расширение алтаря, так и перестройку нефа. До Реформации пастор церкви также являлся капелланом в близлежащем замке Остерштайн.
Дальнейшие изменения, произошедшие уже в XVII веке, привели к добавлению к зданию восьмигранного шпиля колокольни. Последующая и последняя перепланировка здания произошла в 1838 году. После закрытия церкви в эпоху ГДР, в 1973 году, общественная жизнь стала проходить в местном конференц-зале, который был построен в 1952 году на месте бывшего кладбища — напротив западного церковного портала. Само здание использовалось в качестве хранилища до конца 1980-х годов: только масштабные ремонтные работы, проводившиеся начиная с 1990 года, смогли остановить дальнейшее структурное разрушение древнего сооружения; они также позволили на рубеже тысячелетий открыть храм для прихожан. В 2002 году скамьи храма были возвращены из церкви Святого Николая в Рощуце на своё исходное место. Сегодня церковь Святой Маргариты относится к приходу Гера-Лангенберг протестантской церкви центральной Германии.

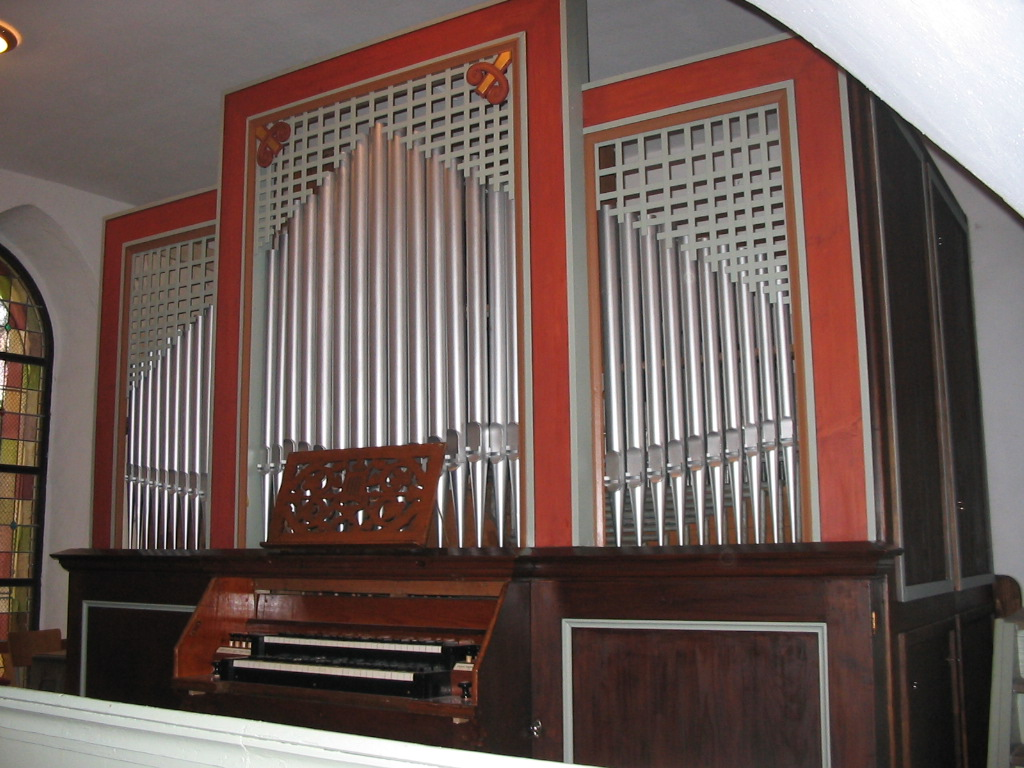
Орган 1895 года

Нынешние пять разноразмерных хор церкви в Тинце символизируют пять ран Иисуса: исследователи соглашались, что до Реформации в церкви, помимо главного алтаря, размещались два других — включая алтарь Святого Валентина, созданный в 1513 году. Сегодня в церкви находится знаменитый алтарь, созданный Матиасом Плауэнером из Цайца в 1497 году. Витражи храма были созданы уже в XX веке, в 1950-х годах.

### Орган
В 1895 году органный мастер из Штадтильма Адольф Эйферт создал механический орган для церкви в районе Шмирхау города Роннебург. В 1950-х годах в Шмирхау началась добыча урановой руды и местная церковь была снесена, однако её орган был в 1954 году передан в церковь Святой Маргариты. Год спустя мастера из фирмы «Schmeißer» (Рохлиц) обновили инструмент, дополнив его электрическими компонентами. Влага и заражение древесными червями в неиспользуемом здании церкви, привели к необходимости срочного перемещения инструмента: в 1978 году он был передан в церковь Святого Иоанна в Гере. Повреждения, полученные в результате закрытия храма в Тинце, делали орган непригодным для исполнения и на новом месте: на нём не играли с 1984 до 2005 года. После возвращения инструмента в свежеотремонтированную церковь Святой Маргариты и комплексной реставрации, орган вновь зазвучал на праздничном богослужении от 28 августа 2005 года .